# 依田信蕃
依田 信蕃（よだ のぶしげ）は、戦国時代から安土桃山時代にかけての武将。甲斐武田氏、徳川氏の家臣。

## 生涯

### 出生から武田家臣時代
父の芦田信守は、守護代の大井氏や諏訪頼重に臣属していたが、後に武田信玄に仕えた。
信蕃は当初から信玄に信濃国先方衆として仕え、信玄の死後は引き続き武田勝頼に仕えた。永禄11年（1568年）12月、武田氏の駿河侵攻で駿府に乱入した軍勢の中に信蕃の名も見える。元亀3年（1573年）の三方ヶ原の戦いにも参陣し、天正3年（1575年）5月21日の長篠の戦いの時期には遠江国二俣城の守将を務めた父・芦田信守と共に、信蕃兄弟も籠城し抵抗した。
長篠の戦いで武田軍が大敗し徳川家康率いる徳川軍が反攻して来ると、僅かな手勢で堅固に守った。この間に病床にあった信守は死去する。信蕃が守将となり、弟の信幸と共に籠城が続行された。徳川方は攻めあぐね、城の周囲に複数の砦を築き兵糧攻めにすることしかできなかった。実に半年にも渡った攻防の末、結局力攻めでは落せないと判断した徳川方の申入れと、長篠の戦いで敗れた主君の武田勝頼の「甲斐に引き挙げろ」との命令により、徳川方の「全員の助命を条件」に開城するという条件で、高天神城に退去した。退去の際は雨が降っており、信蕃は「開城は延期してほしい」と家康に申し出た。理由としては、「蓑(みの)や笠を身に付けて城を退くようでは敗残の兵のようで見苦しい、好天の日にお願いしたい」と申し出て、晴天となった3日後に引き揚げた。明け渡しに立ち会った家康の重臣大久保忠世が城内に入ると、そこはきちんと清掃され、整然としていた。大久保の報告を受けた家康も感心したと伝えられている。後に駿河田中城の城将となった。

### 天正壬午の乱における動向
天正10年（1582年）3月、長篠の戦いで多くの宿将を失って武田勝頼の求心力が低下し、離反者が出ていた中、織田信長による甲州征伐が始まると、信長に呼応した徳川家康に田中城を攻められたが、またしても堅固に備えを立てて落城の気配も見せなかった。攻めあぐねた家康は成瀬正一に命じて開城の説得に当たらせるが、信蕃はこれを拒絶。さらに籠城を続ける内に織田軍の攻撃で武田勝頼が自害し、その一族である穴山梅雪より開城を勧める書簡を受けてから、ようやく城を大久保忠世に引き渡している。開城後、家康より召抱えの要請を受けるが、「お館様（勝頼）の安否の詳細が判明されない限りは仰せに従いかねる」と答えて謝絶した。その後、自領の春日城へ帰還するも、家康の薦めで織田方の粛清を避けるべく、一時的に遠江に潜伏した（『依田記』）。
天正10年（1582年）6月、本能寺の変が発生。北条氏直との戦い（神流川の戦い）に敗れた滝川一益が同20日に家臣･道家正栄の守る小諸城に入ると、22日に信蕃は一益と対面し、一益を円滑に本領の伊勢長島へと退去させるために佐久・小県郡の人質を集め、一益に引き渡した。この人質には嫡子・依田康国や真田昌幸の母・恭雲院が含まれていたという。一益は27日に小諸城を信蕃に明け渡して旅立ち、28日には諏訪から木曽谷に入り、当初の約定通り佐久･小県郡の人質を木曾義昌に委ね、7月1日に伊勢長島に帰還した。9月17日、佐久･小県郡の人質は、義昌から徳川家康に引き渡された。
7月12日、碓氷峠を越えて北条氏直の兵が進出すると、信蕃はこれに抗し小諸城を放棄し、「蘆田小屋」へ退いて籠城した。「蘆田小屋」については『依田記』では三澤小屋の別称としているが、『乙骨太郎左衛門覚書』や『武徳編年集成』では両者を別の城砦とし、三澤小屋は蘆田小屋の詰城であるとも考えられている。また、「蘆田小屋」の由来は依田（蘆田）信蕃が籠城したことに由来するとする説もあり、場所については蘆田小屋は春日城を指すと考えられており、三澤小屋はさらに蓼科山に近い山奥に所在し、鹿曲川上流の大小屋城（押出城）を指すとする伝承があるほか、同じく鹿曲川上流の大滝不動・石不動が所在する「三澤」と呼ばれる一帯の白石付近を指すとする説がある。
信蕃は同所でゲリラ戦を展開し、甲斐国若神子まで進出していた北条軍の補給線を寸断した。また信蕃は徳川家康と連絡を密にしており、甲斐衆を主体とした家康の援軍が7月14日（柴田康忠、辻弥兵衛）と9月25日（岡部正綱、今福求助、三井十右衛門、川窪信俊など）に三澤小屋に到着している。9月28日、信蕃はそれまで北条方であった真田昌幸を調略し、10月26日には春日城を奪還している。加えて郡内地方において北条軍が徳川軍に敗北したことにより、10月29日、戦力的には劣勢な徳川に有利な条件で、後北条氏との講和が成立した。これらの功績により信蕃は北条方の大道寺政繁が撤退した後の小諸城も任され、周辺の勢力が続々と信蕃の下に集ってきたが、これを良しとしない勢力は、北条方の信濃佐久郡岩尾城主の大井氏の下に集まった。
同年11月、信蕃は前山城 (信濃国)を攻めて、前山伴野氏の伴野信守、伴野君臣、伴野貞長を滅ぼした。伴野貞長の弟伴野信行は、武州八王子に逃れた。
天正11年（1583年）2月21日、岩尾城の大井行吉を攻略しようとするが、即座に落とせると考えた信蕃の意に反し、予想外の抵抗に遭い苦戦する。2月22日、実弟・依田信幸と共に敵の銃撃を受ける。信幸は同日に死去し、信蕃は翌日の2月23日に死去した。享年36。後に長男の松平康国（依田康国）が整備した蕃松院が墓所となる。同寺に信蕃の位牌と、信蕃夫妻の墓所とされる墓石塔が残る。(『依田記』『三河物語』)
家康に属した期間は短いものだったが、家康の信蕃に対する評価が非常に高いものだったことは、家督を継いだ遺児・康国に松平姓と小諸城が与えられ、そして相続を許された所領が当時の家康家臣としては最大級の6万石という大領だったことからも推測される。

### 子孫
依田康勝の系譜が福井藩の重臣・芦田信濃家として、家老を輩出する高知席の17家の一席を担った。

## 関連作品
- 佐藤春夫「戦国佐久」